# Billy Talent II
Billy Talent II  — третій студійний альбом канадського гурту Billy Talent виданий 27 червня 2006 року на Atlantic Records (хоча сам гурт виклав на деякий час альбом на своїй сторінці на MySpace ще 23 червня). Платівка дебютувала на першому місці у Canadian Albums Chart з загальними продажами у 48 000 копій за перший тиждень та досягла першого місця у німецькому чарті альбомів. Проте альбом був не настільки успішним у США і посів тільки 134 місце у Billboard 200 з продажами 7 231 копії за перший тиждень продажів. Загальні продажі альбоми по всьому світі орієнтовно склали 1 200 000 копій.
Кожна пісня в альбомі мала свою власну обкладинку. За наповненням альбом став менш агресивним, а тексти пісень описували звичайні життєві ситуації.

## Список треків
| #   | Назва                      | Тривалість |
| --- | -------------------------- | ---------- |
| 1.  | «Devil in a Midnight Mass» | 2:52       |
| 2.  | «Red Flag»                 | 3:16       |
| 3.  | «This Suffering»           | 3:57       |
| 4.  | «Worker Bees»              | 3:44       |
| 5.  | «Pins and Needles»         | 3:11       |
| 6.  | «Fallen Leaves»            | 3:19       |
| 7.  | «Where Is the Line?»       | 3:49       |
| 8.  | «Covered in Cowardice»     | 4:12       |
| 9.  | «Surrender»                | 4:06       |
| 10. | «The Navy Song»            | 4:31       |
| 11. | «Perfect World»            | 3:06       |
| 12. | «Sympathy»                 | 3:18       |
| 13. | «Burn the Evidence»        | 3:40       |

| Бонус треки | Бонус треки | Бонус треки |
| #           | Назва | Тривалість  |
| ----------- | --- | ----------- |
| 14.         | «Beach Balls» (спеціальне видання для Best Buy (тільки у США), вперше з'явилась на Try Honesty EP)                             | 3:51        |
| 15.         | «When I Was a Little Girl» (спеціальне видання для Best Buy (тільки у США), вперше з'явилась на альбомі Watoosh!)              | 2:11        |
| 16.         | «Ever Fallen in Love? (With Someone You Shouldn't've)» (кавер на пісню гурту Buzzcocks з'явилась на версії альбому для iTunes) |             |
| 17.         | «Devil in a Midnight Mass» (Бонус трек на iTunes)                                                                              |             |
| 18.         | «Red Flag» (Live at the Horseshoe Tavern, тільки завантаження)                                                                 |             |
| 19.         | «Fallen Leaves» (Live at the Horseshoe Tavern, тільки завантаження)                                                            |             |

## Чарти
| Chart                 | Position |
| --------------------- | -------- |
| Billboard 200         | 134      |
| Heatseekers Albums    | 3        |
| Canadian Albums Chart | 1        |
| Austrian Albums Chart | 4        |
| Finnish Albums Chart  | 22       |
| German Albums Chart   | 1        |
| Swiss Albums Chart    | 31       |
| UK Albums Chart       | 46       |

### За підсумками року
| End of year chart (2007) | Position |
| ------------------------ | -------- |
| German Albums Chart      | 37       |

## Сертифікати
| Країна    | Сертифікат  | Асоціація | Продажі  |
| --------- | ----------- | --------- | -------- |
| Канада    | 3× Platinum | CRIA      | 300 000+ |
| Німеччина | 2× Platinum | BVMI      | 400 000+ |
| Австрія   | Platinum    | IFPIA     | 30,000+  |

Оціночні світові продажі 1 200 000 копій.

## Ключові особи
- Бенжамін Ковалевич — вокал
- Єн Ді'сей — гітара, вокал, дизайн обкладинки альбому
- Джонатан Галлант — басс гітара
- Арон Соловонюк — ударні